# Bert Woodruff
Bert Woodruff (Peoria, Illinois - 29 april 1856, Los Angeles, 14 juni 1934) was een Amerikaans filmacteur. Tussen 1914 en 1931 speelde hij in 64 films.
In 1876 begon hij met dans- en zangoptredens onder de naam Woodruff and West. Hij trad op als een blackface-comedian, en verzorgde later ook Ierse acts. In 1882 sloot hij zich aan bij het Adelphi Theater in Peoria, waar hij 7 jaar bleef werken. In 1898 opende hij een vaudeville-theater in Davenport (Iowa). In 1905 vertrok Woodruff naar Californië en opende in Redondo Beach het eerste filmtheater.
Zijn eerste filmoptreden vond plaats in 1914.

## Gedeeltelijke filmografie
- Jim Bludso (1917)
- A Love Sublime (1917)
- Hands Up! (1917)
- The Delicious Little Devil (1919)
- For Those We Love (1921)
- Watch Your Step (1922)
- Making a Man (1922)
- The Isle of Lost Ships (1923)
- The Silent Partner (1923)
- The Sea Hawk (1924)
- The Siren of Seville (1924)
- The Mine with the Iron Door (1924)
- Paths to Paradise (1925)
- The Vanishing American (1925)
- The Fighting Heart (1925)
- Driftin' Thru (1926)
- The Barrier (1926)
- The Fire Brigade (1926)
- The Life of Riley (1927)
- Spring Fever (1927)
- Speedy (1928)
- The River (1929)
- A Song of Kentucky (1929)
- Laughing Sinners (1931)